# Symboles de la paix
Plusieurs symboles de paix, dont le symbole ☮, la colombe, la flamme, le rameau d'olivier, la grue en origami et le calumet, ont été utilisés selon les cultures et contextes.

## Significations

### Campagne pour le désarmement nucléaire

Le symbole de la paix « ☮ » (unicode U+262E) est en fait, lors de sa création, l'emblème des opposants à l'armement nucléaire. Il est créé le 21 février 1958 par Gerald Holtom, un artiste membre de la Campaign for Nuclear Disarmament (Campagne pour le désarmement nucléaire) britannique (CND), à la demande de Bertrand Russell, organisateur et chef du mouvement. Il est actuellement toujours identifié comme tel en Grande-Bretagne mais, partout ailleurs sur la planète, il est l'emblème de la paix, de la non-violence et du pacifisme.
Son concepteur s'est basé sur le code sémaphore britannique pour créer ce symbole, où les deux branches qui pointent à gauche et à droite signifient « N » et la barre centrale « D », pour « Nuclear Disarmament ».

N
D

En 2015, une variation de ce symbole est apparue à la suite des attentats du 13 novembre 2015 en France, avec l’ajout d’un trait qui donne une ressemblance avec la tour Eiffel. L’image est attribuée à Jean Jullien, graphiste français basé à Londres, qui a partagé l’image sur Twitter et sur Facebook avec le message « Peace for Paris » (Paix pour Paris). Cette version du symbole a été partagée sur les médias sociaux avec les hashtags #PrayForParis et #PeaceForParis,.

Campagne internationale pour l'abolition des armes nucléaires

La Campagne internationale pour l'abolition des armes nucléaires (Ican), lauréate du prix Nobel de la paix en 2017, utilise une variante du symbole incluant une bombe brisée qui s'inspire du fusil brisé.

### Colombe et rameau d'olivier

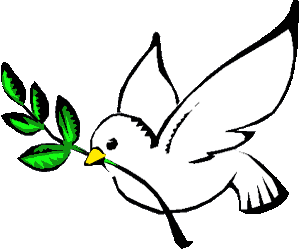
Colombe et rameau d’olivier

La colombe tenant un rameau d’olivier est mentionnée dans le récit du Déluge dans la Bible, où Noé, voulant s’assurer de la fin du déluge, envoie une colombe qui revient tenant dans son bec un rameau d’olivier,.
Dans la mythologie grecque, la déesse Athéna, opposée à Poséidon pour devenir la protectrice d’Athènes, fut élue en faisant pousser un olivier sur l’Acropole.
La colombe tenant un rameau d’olivier a été rendue célèbre en tant que symbole de la paix au XXe siècle à travers la Colombe de la paix dessinée par Picasso en 1949.
Parfois, une simple branche verte est aussi un symbole de paix.

### Flamme de la paix
À côté du tribunal international de La Haye, se trouve, isolé, un petit monument contenant la flamme de la paix. Il est entouré de pierres, chacune représentant de façon symbolique l'un des cent quatre-vingt-dix-huit pays qui se sont engagés à construire la paix dans le monde.

### Origami de la grue
La légende des 1000 grues et l'histoire de Sadako Sasaki, liée à la bombe d'Hiroshima, ont fait de la grue pliée un symbole de paix.

### Calumet de la paix
Un calumet est une pipe utilisée par les Amérindiens pour décréter la paix entre deux tribus ou deux puissances ou dans le cadre de la médecine traditionnelle.

### Drapeau de la paix

Drapeau arc-en-ciel avec le mot paix en italien.

Le drapeau de la paix aux couleurs de l'arc-en-ciel a été aperçu pour la première fois en Italie lors d'un défilé de la paix organisée à Pérouse en 1961 par le pacifiste et philosophe Aldo Capitini (1899-1968). Inspiré par les drapeaux multicolores utilisés en Angleterre pendant les manifestations contre les armes nucléaires, Capitini réunit à la hâte plusieurs femmes de Pérouse afin de coudre ensemble des bandes de différentes couleurs. Le drapeau de Capitini affiche les couleurs rouge, orange, blanche, verte, indigo, et lavande. De nos jours, le drapeau de la paix est habituellement composé de sept couleurs : violet, indigo, bleu, vert, jaune, orange et rouge de haut en bas avec le mot « PACE » (paix en italien) placé au milieu en lettres majuscules. L'arc-en-ciel représente le sceau qui marque l'alliance que Dieu fait avec les hommes et la nature après le Déluge, et qui devient le symbole de la paix de la terre jusqu'au ciel et, par extension, à tous les hommes.

L'arc-en-ciel se retrouve aussi dans les paroles de la chanson de la romancière Joséphine D. Bacon, gagnante du concours américain de 1933 visant à la réalisation d'un Hymn of Nations à l'initiative de la League of Nations Association of America. 

« Rends hommage au soleil de la paix qui se lève, Garde entre eux les nuages de la guerre : Unis tes bannières, ô mon frère, Dans l’arc-en-ciel du monde ! »

Outre la référence à l'épisode biblique de la Genèse à l'origine du symbole, la romancière se réfère à la réalité physique de l’arc-en-ciel qu’elle érige en métaphore : le mélange des différentes couleurs formant les drapeaux nationaux donne naissance à un arc-en-ciel puis, par la magie du prisme, à la « blanche lumière de la vérité », c’est-à-dire à la paix.
En 2002, le drapeau a été largement récupéré lors de la campagne Pace da tutti i balconi (« la paix sur tous les balcons ») comme signe de
protestation contre la guerre d'Irak imminente planifiée par les États-Unis et les pays alliés. En 2003, le quotidien italien Corriere della Sera cite des responsables publicitaires qui déclarent que le drapeau de la paix est plus populaire que le drapeau tricolore national.

### Fusil brisé

Le fusil brisé, symbole de l'Internationale des résistant(e)s à la guerre

Le fusil brisé est un symbole utilisé par l'Internationale des résistant(e)s à la guerre (IRG).

### Coquelicot blanc

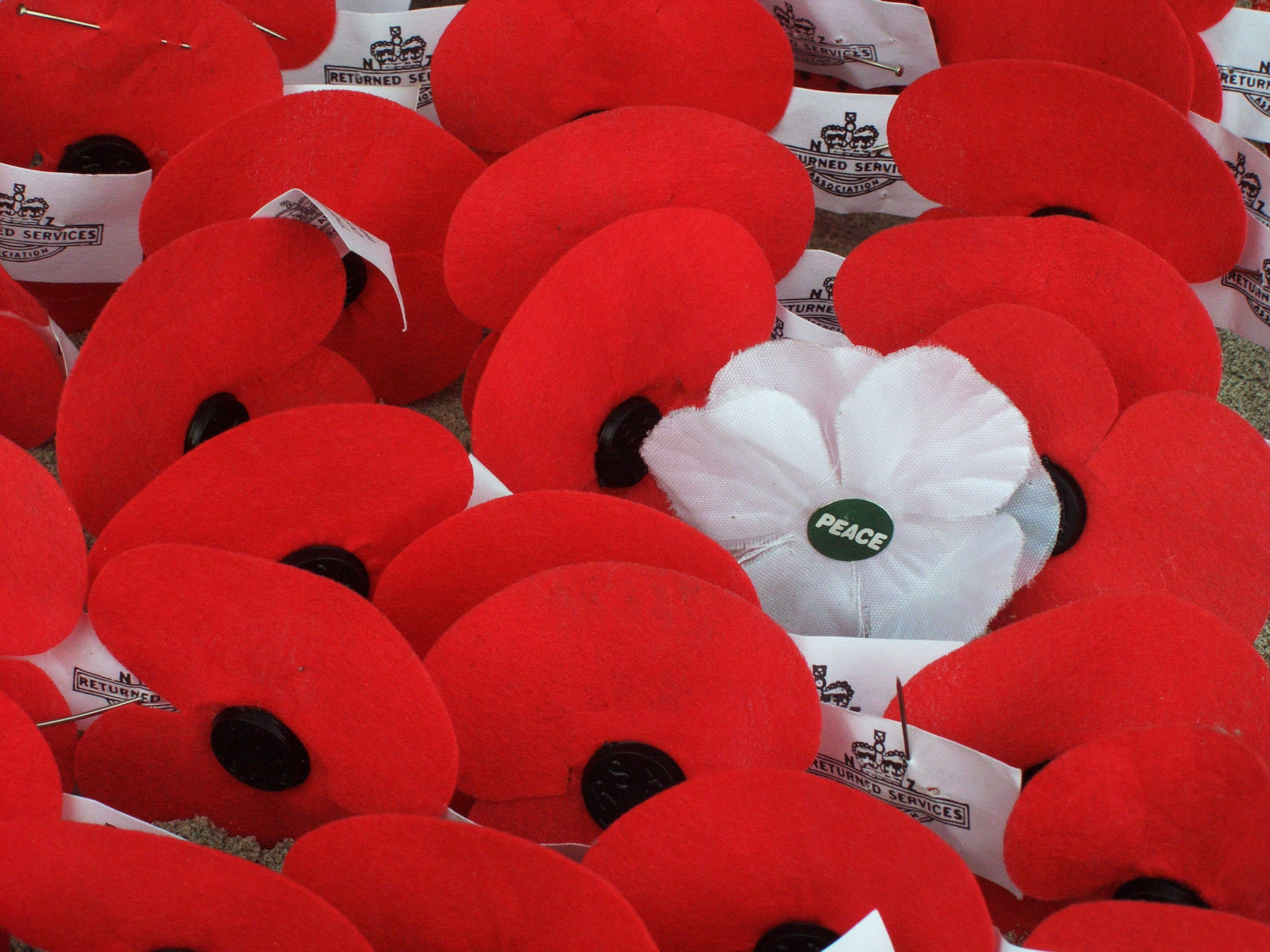
Un coquelicot blanc parmi les rouges stop

Alors que des fleurs de coquelicot rouges étaient distribuées par la Royal British Legion pour commémorer les soldats morts pendant la première guerre mondiale, la Women's Co-operative Guild (en) commença en 1933 à distribuer des fleurs de coquelicot blanches. Elle fut rejointe dès 1934 par la Peace Pledge Union (en) comme gage pour la paix et afin que la guerre n'ait plus lieu.

## Galerie

La colombe et son rameau d'olivier.
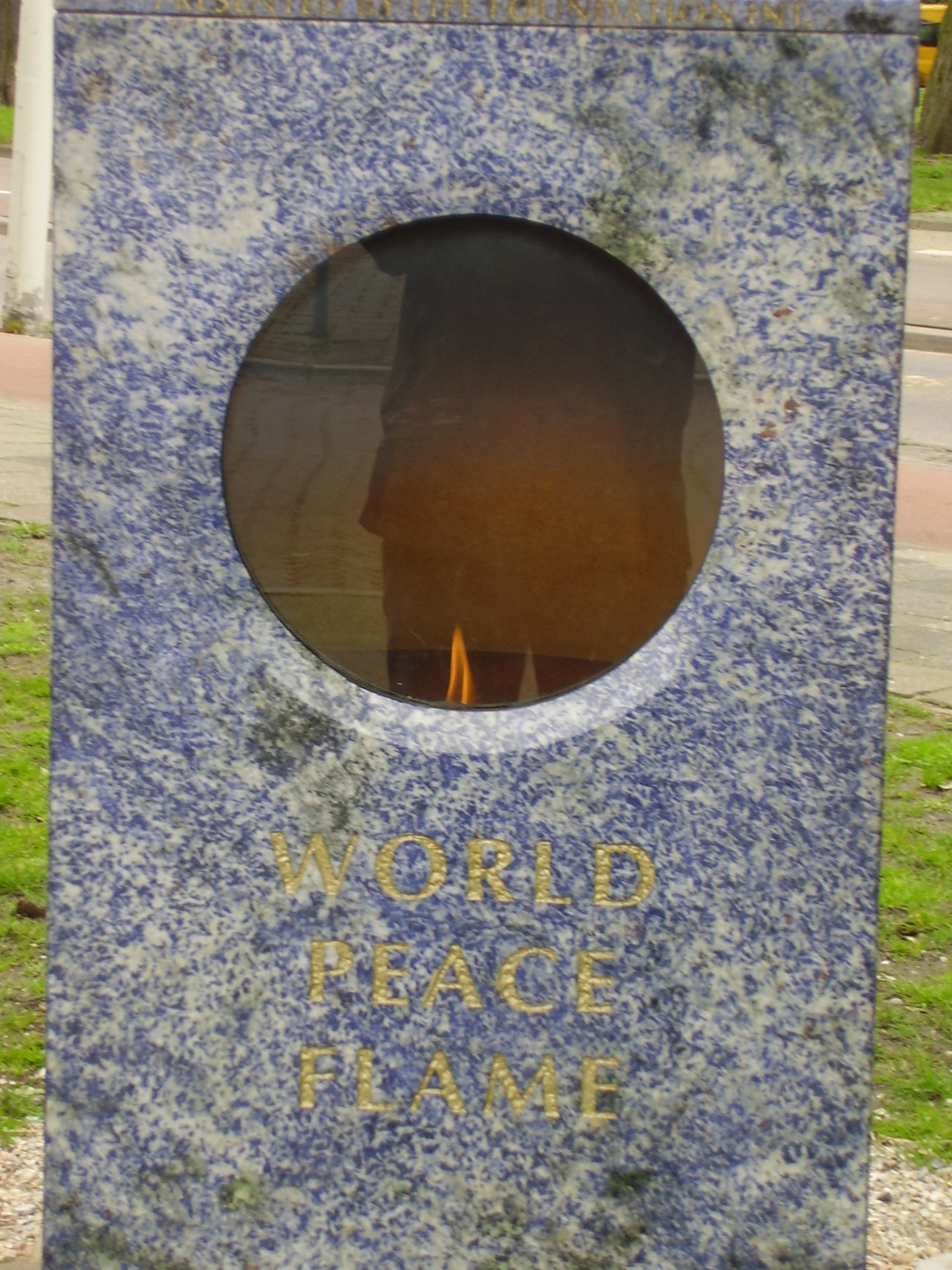
La Flamme de la paix.
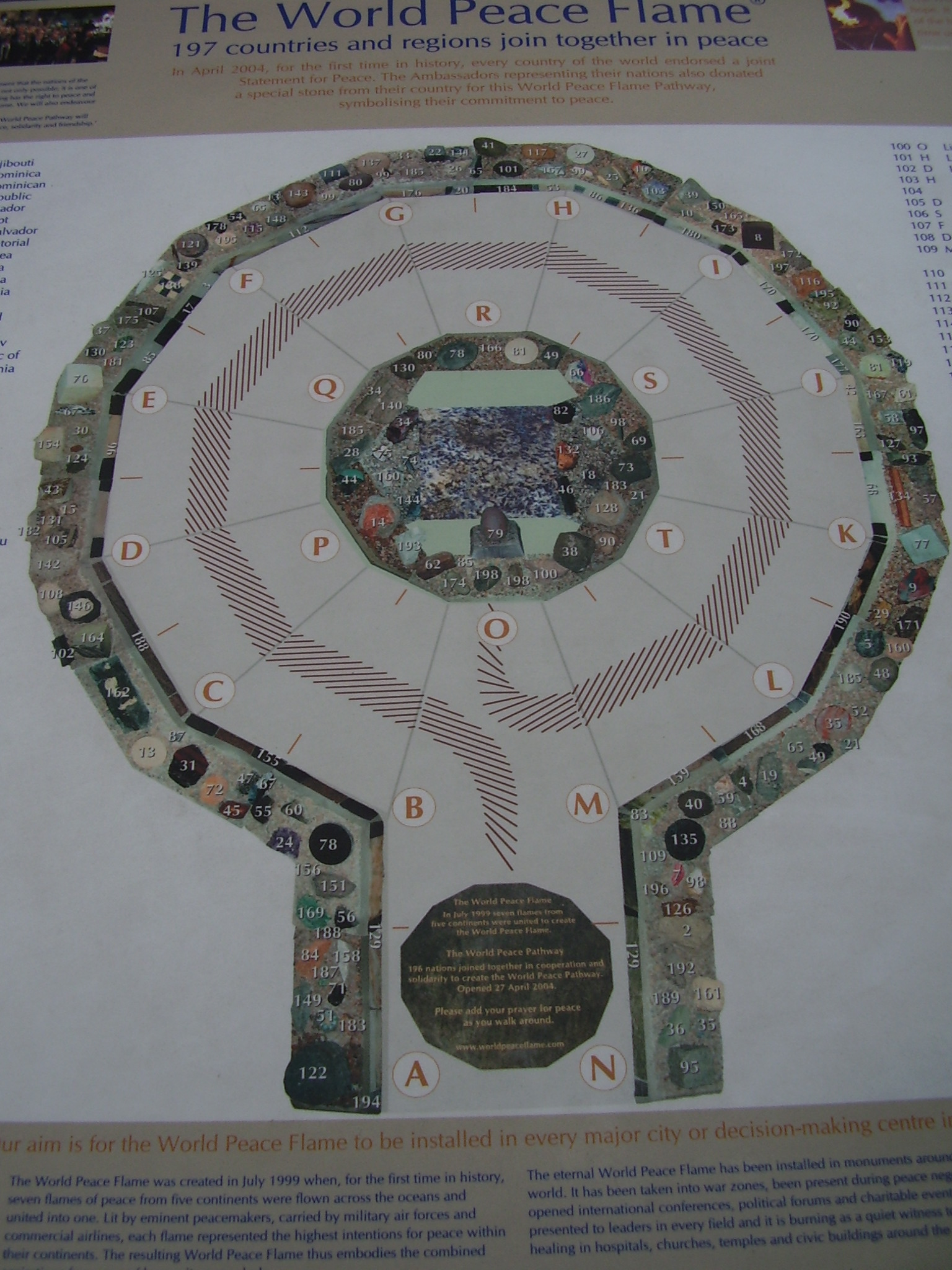
Symbolique de l'édifice.
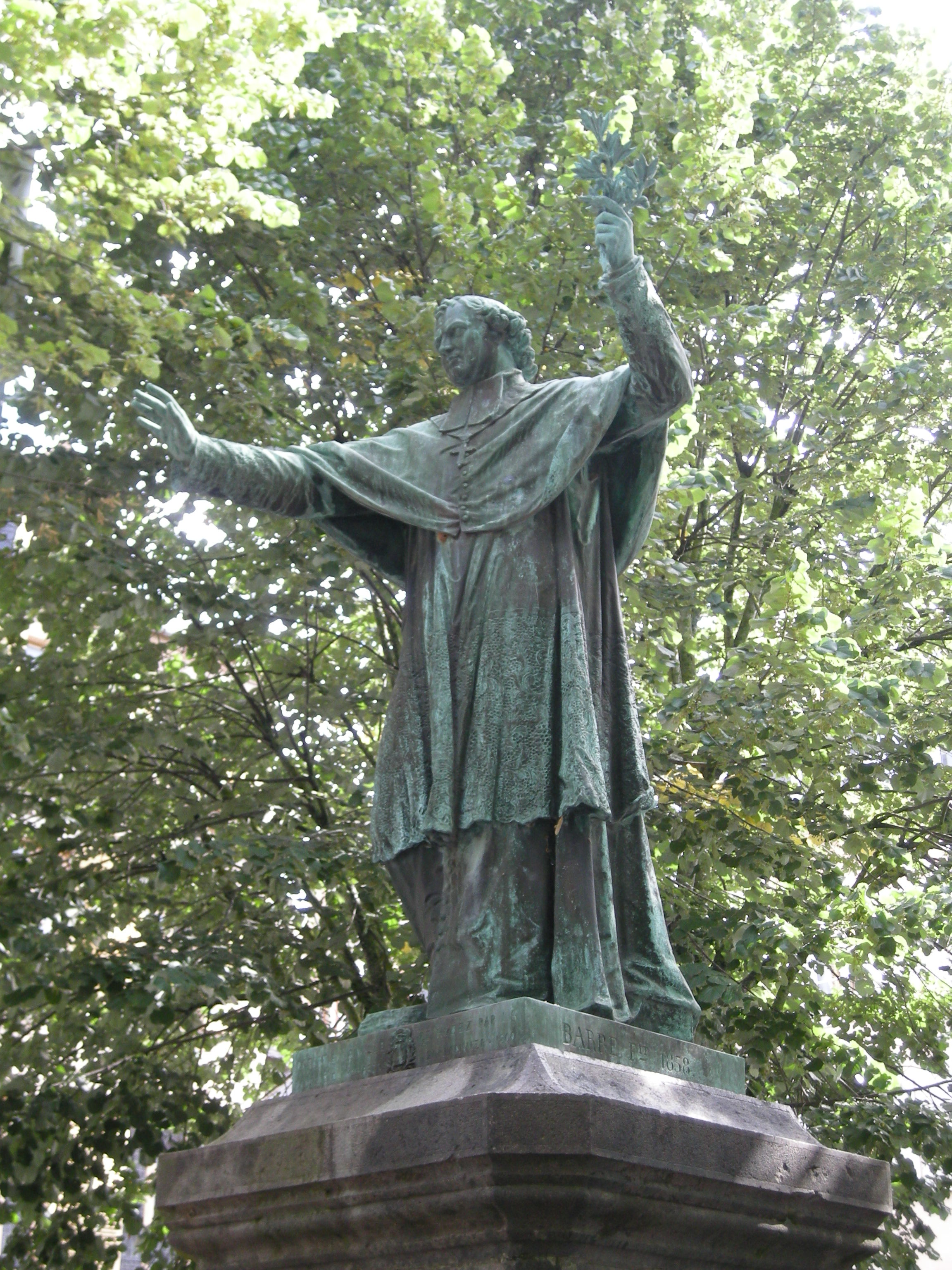
Mgr Affre portant un rameau vert, symbole de paix.
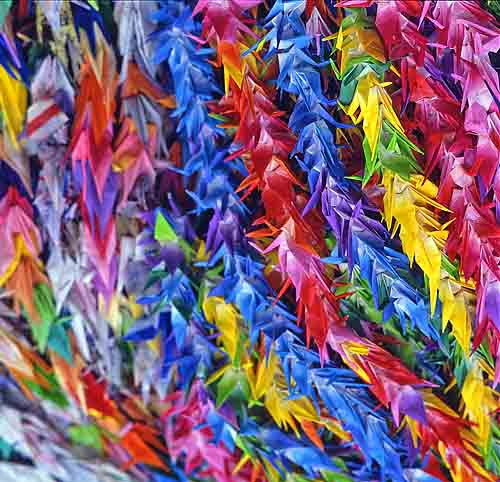
Grues de papier.
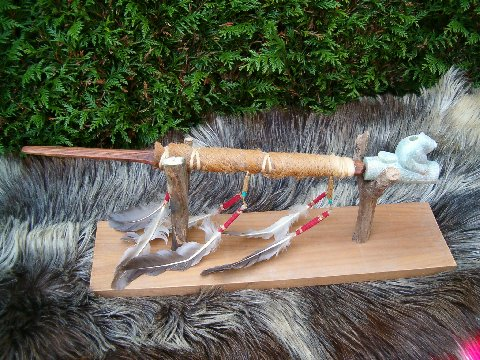
Un calumet de la paix.

### Autres
- La Vierge de Nagasaki, préservée du bombardement atomique de la ville de Nagasaki.
- Non-violence (Reuterswärd), série de sculptures représentant un revolver dont le canon est noué.